# Izora Armstead
Izora Rhodes Armstead (* vermutlich 6. Juli 1942 in Texas; † 16. September 2004 in San Leandro, Kalifornien) war eine US-amerikanische Sängerin.

## Leben
Izora Armstead war Teil des Popduos The Weather Girls, zu dem auch Martha Wash gehörte. In den frühen 1980er Jahren waren die beiden bereits als Backing Vocals erfolgreich. Ihren größten Hit landeten sie 1983 mit It’s Raining Men, der wochenlang den ersten Platz in den amerikanischen Dance-Charts belegte. Da dem Hit keine weiteren folgten, trennten sich die beiden.
Izora Armstead zog nach Deutschland, wo sie in den 1990er Jahren gemeinsam mit ihrer Tochter Dynelle Rhodes das Duo wieder aufleben ließ. Unter anderem nahmen sie 2002 an der Vorausscheidung zum Eurovision Song Contest teil.
Kurz vor ihrem Tod kehrte sie zur Behandlung eines Herzleidens nach Kalifornien zurück, wo sie am 16. September 2004 in einem kalifornischen Krankenhaus an Herzversagen starb. Ihr Grab befindet sich auf dem Cypress Lawn Memorial Park. Armstead war zwei Mal verheiratet und hatte sieben Kinder.

## Diskografie

### Singles
- 1991: Don’t Let Love Slip Away
- 1987: Got the Feeling (mit Martha Wash)

### Backing Vocals
- 1977: Sylvester (Album, Sylvester)
- 1978: Paradise Express (Album, Paradise Express)
- 1978: Step II (Album, Sylvester)
- 1979: Star in My Life (Single, Paradise Express)
- 1988: Forever (12inch Maxi, Debbie Jacobs)
- 2005: I Need You (Single, Sylvester)